# John Gemberling
John Gemberling (New York, 1º febbraio 1981) è un attore e comico statunitense.
È noto soprattutto per i suoi ruoli come Bevers nella serie televisiva Broad City di Comedy Central, Gil nella sitcom Marry Me di NBC e John Hancock nella sitcom Making History di Fox. Inoltre ha interpretato Steve Bannon in The President Show e Griff nella seconda stagione di Mixed-ish.

## Biografia
Gemberling è nato e cresciuto a New York. È sposato con l'attrice comica Andrea Rosen e hanno due figli.

## Carriera
Verso fine anni '90, Gemberling è stato il cantante principale della band ska The Loose Nuts di New York, i cui crediti includevano l'apertura dei The Mighty Mighty Bosstones al Roseland Ballroom e una canzone inclusa nella colonna sonora di American Pie. Gemberling è apparso in film come Palindromes, Blackballed: The Bobby Dukes Story e Twisted Fortune. Ha fatto apparizioni o ha prestato la voce in programmi televisivi animati e live action tra cui American Dad!, Comedy Bang! Bang!, Angie Tribeca, Delocated, Happy Endings, The Office, Super Fun Night e Key & Peele. Si esibisce regolarmente all'Upright Citizens Brigade Theatre da oltre 10 anni. Faceva parte del duo comico The Cowboy & John assieme a Curtis Gwinn, con il quale ha anche creato e recitato nella serie Fat Guy Stuck In Internet di Adult Swim. Ha interpretato diversi personaggi tra cui Mr. Chandler in diversi album del rapper MC Chris. Nel 2010, ha recitato nella serie animata Robotomy di Cartoon Network nei panni di Blastus, il migliore amico del protagonista Thrasher, interpretato da Patton Oswalt. Nel 2014, ha recitato insieme a Casey Wilson e Ken Marino nella sitcom Marry Me della NBC, interpretando il ruolo di Gil.
Il 5 giugno 2015, Gemberling e i suoi colleghi e amici Gil Ozeri e Adam Pally hanno attirato l'attenzione quando hanno collaborato con Funny or Die per trasmettere in live streaming la loro maratona di 50 ore di Entourage, guardando ogni episodio di fila senza interruzioni. Nel 2017, ha recitato nella commedia Making History di Fox, interpretando il ruolo di John Hancock. Ha sceneggiato per il The President Show di Comedy Central, dove ha avuto anche un ruolo ricorrente come Steve Bannon. Interpreta Bevers nella serie televisiva Broad City di Comedy Central. Inoltre ha interpretato John Belushi nel film A Futile and Stupid Gesture di Netflix, un film biografico del co-fondatore di National Lampoon, Douglas Kenney. Nel 2018 ha doppiato Tonty in DuckTales. Ha anche doppiato Tyler nella seconda stagione della serie animata Big Mouth. Nel 2021, ha interpretato Griff nella seconda stagione di Mixed-ish.

## Filmografia

### Cinema
- Palindromes, regia di Todd Solondz (2004)
- A Futile and Stupid Gesture, regia di David Wain (2018)
- Dog Days, regia di Ken Marino (2018)

### Televisione
- Human Giant – sketch comedy (2007-2008)
- Fat Guy Stuck In Internet – sketch comedy (2008)
- Delocated – serie TV, episodio 2x11 (2010)
- Childrens Hospital – serie TV, episodi 2x04 e 5x11 (2010, 2013)
- La festa (peggiore) dell'anno (Worst. Prom. Ever.), regia di Dan Eckman – film TV (2011)
- NTSF:SD:SUV:: – serie TV, episodio 1x05 (2011)
- The Heart, She Holler – serie TV, 8 episodi (2011-2013)
- Non fidarti della str**** dell'interno 23 (Don't Trust the B---- in Apartment 23) – serie TV, episodio 2x02 (2012)
- Happy Endings – serie TV, episodio 3x16 (2013)
- The Office – serie TV, episodio 9x23 (2013)
- Super Fun Night – serie TV, 7 episodi (2013)
- Kroll Show – sketch comedy (2014)
- Broad City – serie TV, 24 episodi (2014-2019)
- Young & Hungry - Cuori in cucina (Young & Hungry) – serie TV, episodio 2x15 (2015)
- Santa Clarita Diet – serie TV, episodio 1x02 (2017)
- Modern Family – serie TV, episodi 8x15 e 8x19 (2017)
- Making History – serie TV, 9 episodi (2017)
- Mixed-ish – serie TV, 7 episodi (2021)
- No Activity – serie TV, episodio 4x08 (2021)
- Today's Special, regia di David Wain (2021)
- Pretty Smart – serie TV, episodio 1x07 (2021)
- Immoral Compass – serie TV, episodio 1x06 (2021)
- Afterparty – serie TV, 5 episodi (2023)
- Night Court – serie TV, episodio 2x03 (2024)

### Doppiatore
- Ugly Americans – serie animata, episodio 2x17 (2012)
- Regular Show – serie animata, episodio 8x18 (2016)
- American Dad! – serie animata, 3 episodi (2016-2020)
- Big Mouth – serie animata, 5 episodi (2017-2018)
- Bob's Burgers – serie animata, 2 episodi (2018-2022)
- The Great North – serie animata, 10 episodi (2021-2023)
- Teenage Euthanasia – serie animata, 3 episodi (2021-2023)
- Central Park – serie animata, 3 episodi (2022)
- Human Resources – serie animata, 10 episodi (2022-2023)
- Star Wars: Skeleton Crew – serie TV, episodio 1x02 (2024)
- Krapopolis – serie animata, 6 episodi (2024)

## Doppiatori italiani
Nelle versioni in italiano dei suoi lavori, John Gemberling è stato doppiato da:
- Paolo De Santis in La festa (peggiore) dell'anno, A Futile and Stupid Gesture
- Marco Baroni in Super Fun Night
- Alessandro Budroni in Modern Family
- David Vivanti in Dog Days
- Luca Sandri in The President Show
- Emanuele Durante in Making History
- Gabriele Patriarca in Broad City

Da doppiatore è sostituito da:
- David Chevalier in Big Mouth
- Gabriele Patriarca in DuckTales
- Matteo Liofredi in Human Resources
- Michele Botrugno in Bob's Burgers